# Быковцев, Геннадий Иванович
Геннадий Иванович Быковцев (4 января 1938 года, Новый Оскол Белгородской области — 7 марта 1994 года, Владивосток) — советский и российский учёный в области механики и педагог высшей школы.
Внёс фундаментальный вклад в математическую теорию пластичности, механику композитных материалов, газовую динамику, теорию кавитации, разработку новых измерительных устройств. Ряд результатов имеет фундаментальное значение для всей механики деформируемого твёрдого тела.

## Биография
Родился в семье рабочего Ивана Петровича Быковцев, мама, Мария Никитична (в девичестве Саморокова), была домохозяйкой. Геннадий имел двух старших братьев — Алексея (1925 г. р.) и Сергея (1928 г. р.).
В 1955 году окончил Среднеоскольскую среднюю школу и в том же году поступил в Воронежский университет на математико-механический факультет. Получив высшее образование по специальности механика (1960), продолжил обучение в аспирантуре, но уже через год был зачислен ассистентом кафедры теории упругости и пластичности. В 1963 году Быковцев был переведён на должность старшего преподавателя.
Кандидат физико-математических наук (1963, тема диссертации «Некоторые вопросы теории идеально-пластических анизотропных сред»). Ученик профессора Д. Д. Ивлева, встречу с которым считал определяющим в своей жизни. Быковцев органично вписался в созданный Д. Д. Ивлевым научный и педагогический коллектив.
Избран заведующим кафедрой теоретической механики и гидроаэродинамики (1965). Утверждён в учёном звании доцента (1966), занимал должность доцента с 1964 года.

Мемориальная доска в Вортнежском государственном университете

Доктор физико-математических наук (1969, тема диссертации «Исследование свойств уравнений статики и динамики пластически деформирующихся сред»). Инициатор создания и первый декан факультета прикладной математики и механики (1969—1971), заведующий кафедрой технической кибернетики и теории автоматического регулирования (1970—1973). Научный консультант Вычислительной центра ВГУ. В 1970 году утверждён в учёном звании профессор. В 1971 году вступил в КПСС.
В 1973 году был вынужден покинуть Воронежский университет и переехал в город Куйбышев (ныне — Самару), где продолжил научную и преподавательскую работу. Возглавил вновь созданную кафедру механики деформируемого твердого тела в Куйбышевском государственном университете (1974). Начальник отдела Куйбышевского конструкторского бюро автоматических систем (1973—1978).
С 1978 года полностью сосредоточился на работе в университете. Организовал и возглавил научный семинар по уравнениям в частных производных и смешанным проблемам физики и техники, участники семинара впоследствии сформировали основу научной школы Г. И. Быковцева в Самаре. Прочитал ряд лекционных курсов — по уравнениям математической физики, математической теории пластичности, реологическим моделям сплошных сред, численным методам теории оптимального управления. Вместе с тем не прекращал совершать регулярные визиты в Воронеж для проведения консультаций и продолжил вести научное руководство аспирантами, доведя всех до защиты диссертационных работ.
В 1986 году получил приглашение на работу в Институт автоматики и процессов управления Дальневосточного отделения РАН (ИАПУ) и переехал во Владивосток. С 1988 по 1994 год — заместитель директора ИАПУ.
Создал научную школу, на 2007 год в неё входило 40 кандидатов и 7 докторов наук. Проводятся конференции имени Г. И. Быковцева
Автор и соавтор 72 научных работ.
Скоропостижно скончался от инсульта. Похоронен на Юго-Западном кладбище Воронежа.

## Научные интересы
Теория пространственной задачи математической теории пластичности, применение лучевого метода решения пространственных задач для квазилинейных гиперболических систем уравнений в частных производных, механика упругопластических тел при конечных деформациях, теория ползучести, механика растущих деформируемых тел.